# Fuglekonge
 For alternative betydninger, se Fuglekonge (flertydig). (Se også artikler, som begynder med Fuglekonge)
Fuglekongen (Regulus regulus) er med en længde på blot cirka 9 centimeter Europas mindste fugl. Fuglekongen lever i det meste af den tempererede del af Europa og Asien. Den yngler i nåletræer, men færdes uden for yngletiden ofte i mindre flokke i træer og buske i såvel løv- som nåleskove, både højt til vejrs og tættere på jorden. I træktiden kan den også ses i haver og krat.

## Ynglepladser
Fuglekongen bygger hovedsageligt rede i toppen af grantræer, med en lille rede fæstnet til tynde grene. Fra slutningen af april lægger hunnen 10 æg, som den udruger i løbet af 15 dage. Ungerne er klar til at flyve fra reden, når de har været 15 dage ude af ægget. Ofte er der to kuld unger pr. år.

## Føde
Den lille fugl lever af små spindlere og insekter, ofte bladlus; fuglekongen lever udelukkende af animalsk føde

## Æg
Æg fra forskellige underarter af fuglekonge.
- Regulus regulus regulus
- Regulus regulus azoricus
- Regulus regulus inermis
- Regulus regulus teneriffae